# Nacimiento múltiple

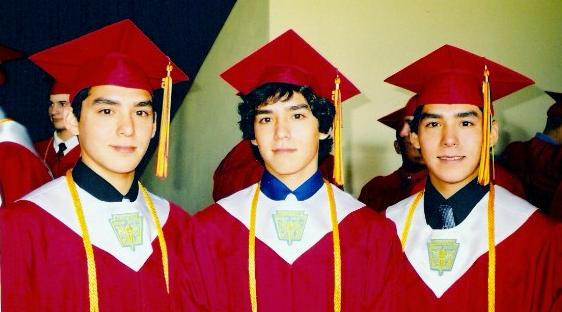
Graduación de hermanos trillizos idénticos. La ocurrencia de trillizos idénticos es muy rara.

Un nacimiento múltiple es la culminación de un embarazo múltiple, en el que la madre da a luz dos o más crías. Un término más aplicable a las especies de vertebrados, los nacimientos múltiples ocurren en la mayoría de los mamíferos, con frecuencia variable. Estos nacimientos a menudo se nombran de acuerdo con el número de descendientes, como en el caso de mellizos y trillizos. En los no humanos, todo el grupo también puede denominarse camada, y los nacimientos múltiples pueden ser más comunes que los nacimientos únicos. Los nacimientos múltiples en humanos son la excepción y pueden ser excepcionalmente raros en los mamíferos más grandes.
Un embarazo múltiple puede ser el resultado de la fertilización de un solo óvulo que luego se divide para crear fetos idénticos, o puede ser el resultado de la fertilización de múltiples óvulos que crean fetos fraternos, o puede ser una combinación de estos factores. Un embarazo múltiple de un solo cigoto se llama monocigótico, de dos cigotos se llama dicigótico, o de tres o más cigotos se llama poligótico. Del mismo modo, los propios hermanos de un parto múltiple pueden denominarse monocigóticos si son idénticos o poligóticos si son fraternos.
Cada óvulo fertilizado (cigoto) puede producir un solo embrión, o puede dividirse en dos o más embriones, cada uno con el mismo material genético. Los fetos que resultan de diferentes cigotos se denominan fraternos y comparten solo el 50% de su material genético, como lo hacen los hermanos completos ordinarios de nacimientos separados. Los fetos que resultan del mismo cigoto comparten el 100% de su material genético y, por lo tanto, se denominan idénticos. Los gemelos idénticos son siempre del mismo sexo.

## Riesgos

### Nacimiento prematuro y bajo peso al nacer
Los bebés que nacen de embarazos múltiples tienen muchas más probabilidades de resultar en un parto prematuro que los de embarazos únicos. El 51% de los gemelos y el 91% de los trillizos nacen prematuros, en comparación con el 9,4% de los bebés únicos. El 14% de los gemelos y el 41% de los trillizos incluso nacen muy prematuros, en comparación con el 1,7% de los bebés únicos.
Tan recientemente como en 2015, no había forma de evitar que los gemelos nacieran antes de tiempo. En mujeres con embarazos únicos, los medicamentos llamados betamiméticos pueden relajar los músculos del útero y retrasar el parto. La administración de betamiméticos puede dar más tiempo para administrar esteroides, para el desarrollo pulmonar del bebé o para trasladar a la madre a un hospital con una unidad de cuidados especiales.
Sin embargo, no hay pruebas suficientes para decir si las mujeres con embarazos gemelares deben recibir betamiméticos orales para reducir el riesgo de parto prematuro. En algunos estudios, los betamiméticos han reducido la tasa de trabajo de parto prematuro en embarazos gemelares; sin embargo, los estudios son demasiado pequeños para sacar conclusiones sólidas. Asimismo, no se ha demostrado que poner un punto en el cuello del útero (una sutura cervical) para prevenir el parto prematuro funcione en mujeres con más de un bebé debido al pequeño tamaño de la muestra en los estudios.
Los partos prematuros también dan como resultado que los bebés múltiples tienden a tener un peso al nacer más bajo en comparación con los bebés únicos.
Entre las excepciones se encuentran los trillizos Kupresak de Mississauga, Ontario, Canadá; su peso combinado al nacer en 2008, de 7,8 kg, estableció un récord mundial.

### Parálisis cerebral
La parálisis cerebral es más común entre los nacimientos múltiples que entre los nacimientos únicos, siendo 2,3 por cada 1000 supervivientes en los hijos únicos, 13 en los gemelos y 45 en los trillizos en Noroeste de Inglaterra.  Este es probablemente un efecto secundario del nacimiento prematuro y bajo peso al nacer.

### Separación incompleta
Los bebés múltiples pueden ser monocoriónicos, compartiendo el mismo corion, con el consiguiente riesgo de síndrome de transfusión fetofetal. Los monocoriónicos múltiples pueden incluso ser monoamnióticos, compartiendo el mismo saco amniótico, lo que genera riesgo de compresión del cordón umbilical y cordón nucal. En casos muy raros, puede haber gemelos unidos, posiblemente alterando la función de los órganos internos.